# الكومبارس (فلم)
الكومبارس هو فيلم تم إنتاجه في سوريا وصدر في سنة 1993.

## بطولة
- بسام كوسا
- سمر سامي

## روابط خارجية
- مقالات تستعمل روابط فنية بلا صلة مع ويكي بيانات